# Brides-les-Bains
Brides-les-Bains település Franciaországban, Savoie megyében. Lakosainak száma 457 fő (2022. január 1.). Brides-les-Bains Les Allues, Feissons-sur-Salins, Montagny, Salins-Fontaine és Courchevel községekkel határos.

## Népesség
A település népességének változása:
| Lakosok száma | 526  | 517  | 524  | 506  | 500  | 500  | 491  | 473  | 457  |
|               | 2013 | 2015 | 2016 | 2017 | 2018 | 2019 | 2020 | 2021 | 2022 |